# Ribosome quality control complex subunit 2
Rqc2p ist ein Protein in Hefen, das an der Qualitätskontrolle von neu erzeugten Proteinen an Ribosomen beteiligt ist.

## Eigenschaften
Ein neugebildetes Protein am Ribosom, das während der Translation eine falsche Aminosäure erhält, gerät ins Stocken und die gesamte Proteinbiosynthese wird angehalten. Die beiden Ribosomen-Untereinheiten, 40S und 60S, lösen sich daraufhin voneinander. Die beiden Proteine Ltn1p und Rqc2p binden sich an die separierte 60S-Untereinheit des Ribosoms und nehmen Einfluss auf die angehaltene Proteinsynthese. Während Ltn1p in der Nähe E-(Exit-)Stelle des Ribosoms bindet und ein Signal für Ubiquitinierung und somit für den proteasomalen Abbau darstellt, nimmt Rqc2p dabei eine eher ungewöhnliche Rolle ein. Bevor das Ltn1p das falsch synthetisierte Protein das Signal für den Abbau erhält, werden zunächst durch Rqc2p weitere Aminosäuren angefügt. In diesem Fall übernimmt also ein Protein die Rolle einer Vorlage, anstatt der sonst üblichen mRNA. Der Einbau dieser weiteren Aminosäuren ist aufgrund der verwendeten tRNA auf nur zwei Aminosäuren begrenzt, Alanin und Threonin. Diese beiden Aminosäuren werden in willkürlicher Reihenfolge eingebaut.

## Parallelen zu Hitzeschockproteinen
Ähnlich wie Hitzeschockproteine, die als Chaperone andere Proteine bei der Faltung unterstützen, reguliert Rqc2p den Zellzyklus bei übermäßiger Hitze, Kälte oder oxidativem Stress.
Rqc2p signalisiert der Zelle, dass weitere Hitzeschockproteine erforderlich sind.